# Бечи (Житковичский район)
Бечи (бел. Бечы) — деревня в Озеранском сельсовете Житковичского района Гомельской области Беларуси.
На юге национальный парк «Припятский».

## География

### Расположение
В 36 км на юг от районного центра и железнодорожной станции Житковичи (на линии Лунинец — Калинковичи), 269 км от Гомеля.

## Транспортная сеть
Транспортные связи по просёлочной, затем автомобильной дороге Туров — Лельчицы. Планировка состоит из 2 прямолинейных, плотно расположенных улиц, близких к широтной ориентации. Застройка деревянная, усадебного типа.

## История
Обнаруженное археологами городище раннего железного века (в 1 км на юг от деревни) свидетельствует о заселении этих мест с давних времён. Согласно письменным источникам известна с XVIII века как селение в Мозырском повете Минского воеводства Великого княжества Литовского. После 2-го раздела Речи Посполитой (1793 год) в составе Российской империи. В 1811 году владение казны. В 1834 году в Туровском казённом поместье.
В 1930 году организован колхоз «День урожая», работала кузница. Во время Великой Отечественной войны в июле 1943 года немецкие оккупанты сожгли 76 дворов и убили 27 жителей. Во время наступления советских войск местный житель А. А. Ермоленко провёл по малоприметным тропинкам через труднопроходимые болота батальон советских солдат в тыл противника, чем помог разгромить вражеский гарнизон в деревне. За отвагу и смелость в бою, находчивость и помощь Красной Армии А. А. Ермоленко был награждён орденом Красной Звезды. Освобождена 21 марта 1944 года 25 жителей погибли на фронтах. Согласно переписи 1959 года в составе колхоза «Советская Беларусь» (центр — деревня Озераны). Действует библиотека.

## Население

### Численность
- 2004 год — 74 хозяйства, 141 житель.

### Динамика
- 1811 год — 18 дворов.
- 1816 год — 62 жителя.
- 1834 год — 24 двора, 156 жителей.
- 1897 год — 45 дворов 236 жителей (согласно переписи).
- 1917 год — 351 житель.
- 1925 год — 85 дворов.
- 1940 год — 312 жителей.
- 1959 год — 474 жителя (согласно переписи).
- 2004 год — 74 хозяйства, 141 житель.